# Chandigarh (distrikt)
Chandigarh er et bydistrikt i det indiske unionsterritorium Chandigarh.

## Demografi
Ved folketællingen i 2011 var der 1,054,686 indbyggere i distriktet, mod 900,635 i 2001. Den urbane befolkningen udgør 97,25 % af befolkningen.
Børn i alderen 0 til 6 år udgjorde 11,18 % ved folketællingen i 2011 mod 12.84 % i 2001. Antallet af piger i den alder per tusinde drenge er 867 i 2011 mod 845 i 2001.